# Valet de nuit
Pour les articles homonymes, voir Valet de nuit (homonymie).
Valet de nuit est un  roman de Michel Host publié le 27 août 1986 et ayant obtenu le prix Goncourt la même année.

## Historique
Le roman est récompensé par le prix Goncourt en novembre 1986. Il l'emporte au cinquième tour de scrutin face à La Bataille de Wagram de Gilles Lapouge, L'Évangile du fou de Jean-Edern Hallier et Le Salon du Wurtemberg de Pascal Quignard. Malgré ce prix, le succès de librairie n'est toutefois pas au rendez-vous avec seulement 60 000 exemplaires vendus.

## Résumé
Paris et la Seine. Le personnage principal, avec l'aide d'une jeune juive, enquête sur ses origines, sa mère méconnue et son père qu'il voyait comme un héros.

## Éditions
- Valet de nuit, éditions Grasset, 1986.  (ISBN 2246373913) - « Fiche », sur le site de l'éditeur